# All-Ireland Senior Football Championship 1995
L'All-Ireland Senior Football Championship 1995 fu l'edizione numero 109 del principale torneo di calcio gaelico irlandese. Dublino batté in finale Tyrone ottenendo la ventunesima vittoria della sua storia, interrompendo il filotto di quattro trionfi consecutivi per le squadre dell'Ulster.

## Semifinali
| Dublino 13 agosto 1995 | Tyrone | 1-13 – 0-13 | Galway | Croke Park (43787 spett.) |

| Dublino 20 agosto 1995 | Dublino | 1-12 – 0-12 | Cork | Croke Park (52606 spett.) |

### Finale
| Dublino 21 settembre 1995 | Dublino | 1-10 – 0-12 | Tyrone | Croke Park (65000 spett.) |